# Harter Teich
Der Harter Teich ist ein Naturschutzgebiet im Bezirk Hartberg-Fürstenfeld, Steiermark, Österreich.

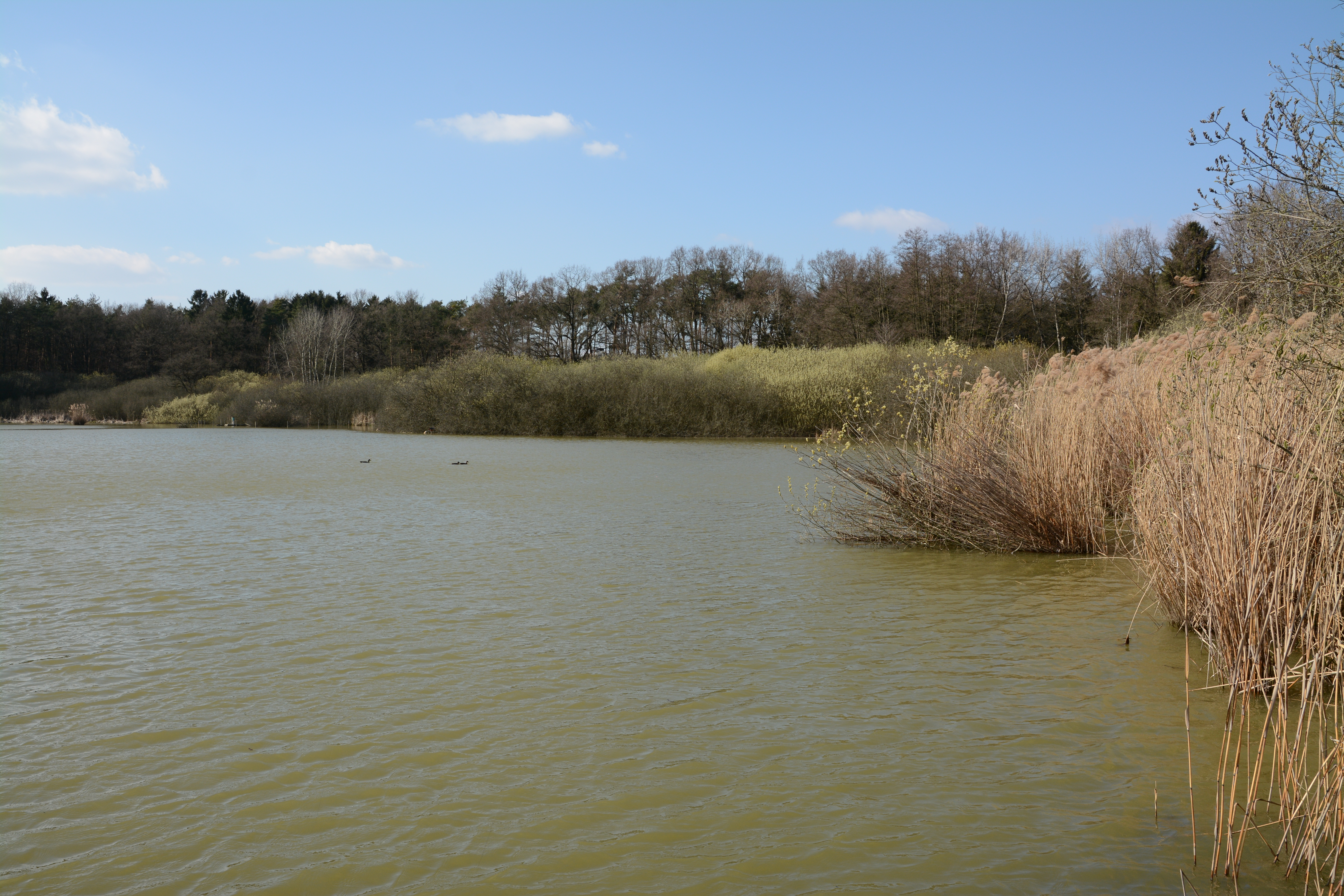
Harter Teich

## Lage und Bedeutung
Der  rund 16 ha große See zwischen Feistritztal und Safental ist ein wichtiger Durchzugsort für den Vogelzug und seit 1974 Naturschutzgebiet. Die mittlere Seehöhe beträgt 410 m.

## Geschichte
Der Harter Teich wurde Anfang des 17. Jahrhunderts angelegt. Die erste urkundliche Erwähnung erfolgte 1657. Der Teich war bis 1954 im Besitz der Herbersteins und ist jetzt im Besitz der Gemeinde Großhart.